# Carex ebenea
Carex ebenea är en halvgräsart som beskrevs av Per Axel Rydberg. Carex ebenea ingår i släktet starrar, och familjen halvgräs. Inga underarter finns listade i Catalogue of Life.